# Гамырберт
Гамырберт (чечен. ГӀамаран берд, что значит «песчаная вершина») — горная вершина в Урус-Мартановском районе Чеченской Республики.
Высота над уровнем моря составляет 877 метров. Находится в истоках реки Гойчу.

## География
Ближайшие населённые пункты — Ярыш-Марды, Чишки и Дачу-Борзой. Ближайший крупный город — Урус-Мартан, расположен в 19,5 км к северо-западу от горы.

## Этимология
Название состоит из двух слов: гIум — песок (в родительном падеже гIамаран) и берд — обрыв, вершина.